# Lorenzo Guerini

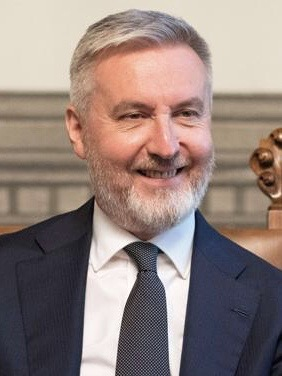
Lorenzo Guerini (2020)

Lorenzo Guerini (* 21. November 1966 in Lodi) ist ein italienischer Politiker des Partito Democratico. Seit 2013 ist er Mitglied der Abgeordnetenkammer. Von September 2019 bis Oktober 2022 war er Verteidigungsminister Italiens.

## Leben
Guerini absolvierte ein Studium der Politikwissenschaft an der Katholischen Universität vom Heiligen Herzen in Mailand. Nach dem Grundwehrdienst war er in der Versicherungswirtschaft tätig. In den 1990er Jahren war er daneben für die Democrazia Cristiana und dann für die Nachfolgepartei Partito Popolare Italiano in der Kommunalpolitik aktiv, zunächst als Stadtrat und auch als Magistrat seiner lombardischen Heimatstadt Lodi. Im Jahr 1995 wurde er mit 28 Jahren zum Präsidenten der Provinz Lodi gewählt; er war damals der jüngste aller italienischen Provinzpräsidenten. In den Jahren 2005 und 2010 wurde Guerini jeweils im ersten Wahlgang mit der absoluten Mehrheit der abgegebenen Stimmen zum Bürgermeister von Lodi gewählt.
Seit 2007 auf Grund von Parteifusionen Mitglied des Partito Democratico, gab er Ende 2012 sein Bürgermeisteramt in Lodi auf, um im folgenden Februar 2013 bei den italienischen Parlamentswahlen zu kandidieren. Ende 2013 wurde er in Rom Mitglied des nationalen Vorstands der Demokratischen Partei, in dem er nacheinander die Funktionen des Sprechers, eines stellvertretenden Parteivorsitzenden und des Vorstandskoordinators innehatte. In der Legislaturperiode bis 2018 war Guerini unter anderem Mitglied des Verteidigungsausschusses und des parlamentarischen Komitees für die Kontrolle der Nachrichtendienste Italiens. Bei den Parlamentswahlen im Jahr 2018 konnte Guerini sein Abgeordnetenmandat trotz erheblicher Verluste der Demokratischen Partei verteidigen. Er übernahm den Vorsitz im parlamentarischen Komitee für die Kontrolle der Nachrichtendienste, daneben war er auch Mitglied im Ausschuss für auswärtige Angelegenheiten. Im Zuge der Bildung des Kabinetts Conte II, das auch von der Demokratischen Partei unterstützt wurde, übernahm Guerini am 5. September 2019 das Amt des Verteidigungsministers.
Nach dem Rücktritt Giuseppe Contes als italienischer Ministerpräsident wurde er vom designierten Amtsnachfolger Mario Draghi am 12. Februar 2021 in seinem Amt bestätigt. Nach dem vorzeitigen Ende der XVIII. Legislaturperiode wurde Guerini im September 2022 als Abgeordneter wiedergewählt. Als Verteidigungsminister blieb er mit der Regierung Draghi bis zum 22. Oktober geschäftsführend im Amt. Im Dezember 2022 übernahm er wiederum den Vorsitz im parlamentarischen Komitee für die Kontrolle der Nachrichtendienste.